# Théâtre Les Déchargeurs
Théâtre Les Déchargeurs (doslovně Divadlo vykladačů) je divadlo v Paříži. Nachází se v ulici Rue des Déchargeurs č. 3 v 1. obvodu. Divadlo pořádá vedle běžných představení také výstavy, koncerty a one-man-show.

## Historie
Budovu nechala postavit v roce 1708 Marie Orceau, vdova po Rouillém, členu bohaté rodiny Pajot & Rouillé. Pajot & Rouillé byli majiteli pošty, která byla v té době soukromou společností, a která měla sídlo ve stejné ulici Rue des Déchargeurs č. 9 v Hôtel de Villeroy.
Fasáda budova je od roku 1925 chráněna jako historická památka a od roku 2001 jsou chráněny také střechy, schodiště a voliéra z 18. století umístěná na nádvoří.